# عباس العزاوي
عباس العَزّاوي (ولد بقضاء الخالص في ديالى بالعراق 1890م/ 1307هـ - وتوفي ببغداد عام 1391هـ / 1971م) هو مؤرخ محام أديب عراقي، كان عضوًا في عدة مجامع علمية عربية، أتقن اللغات التركية والفارسية، واعتنى بالتأليف عن تاريخ العراق وأشهرها موسوعة تاريخ العراق بين احتلالين، والتي أرخ فيها للفترة التي تمتد من سقوط بغداد عام (656 هـ - 1258 م) إلى نهاية الاحتلال البريطاني. ويعد من أبرز المؤرخين العراقيين في العصر الحديث، وعني بامتلاك المخطوطات حتى إن اسمه ليعد في مقدمة أسماء مالكي المخطوطات وكانت لديه مكتبة ضخمة جدًا.

## ولادته ونشأته
هو عباس بن محمد بن ثامر بن محمد بن جادر بايزيد العزاوي، نسبته إلى قبيلة العزة الزبيدية في العراق. ولد في البادية من لواء ديالى (محافظة ديالى) سنة 1890، ولما بلغ الخامسة من عمره توفي والده قتلا فأخذته  أمه مع أخيه علي غالب إلى بغداد للعيش مع عمه اشكح الذي تزوجت منه، وقد عمرت أمه طويلا وناف عمرها على التسعين وكانت عارفة بشمائل عشيرتها وأحوالها (له أخ من أمه بن عمه أشكح اسمه محمد أمين الذي أصبح مديرا للمدرسة المأمونية في الثلاثينيات وابنه ياسين محمد أمين أستاذ الفلسفة في الجامعة)، تعلم القرآن في الكتاتيب.

## دراسته
تعلم الترتيل والتجويد على يد عبد مخلص أفندي الوسواسي ودخل المدرسة الابتدائية ثم الرشدية العثمانية (المتوسطة). كانت ثقافته الأولى دينية، حيث درس على يد عدد من علماء الدين منهم الشيخ عبد الرزاق الأعظمي والشيخ عبد الله الموصلي والسيد محمود شكري الالوسي. ونال الإجازة العلمية من الحاج علي علاء الدين الالوسي. دخل مدرسة (كلية الحقوق) في بغداد (القانون حاليا) والتي أسست في أيلول سنة 1908، سنة 1919 وتخرج فيها سنة 1921 وبدا يمارس المحاماة واستمر كذلك حتى وفاته في تموز /يوليو 1971.

## عمله وأنشطته العامة
- انتمى إلى جمعية الشبان المسلمين عام 1930م[4]
- عين معلما في بعض المدارس الابتدائية في بغداد عام 1908م لكنه واظب على الدراسة ونقل بعد ذلك معلما أول في كربلاء، كما تولى التدريس أمدا طويلا في المدارس الأهلية،[6]
- اشترك في الحرب العالمية الأولى بصفة جندي كاتب[6]
- ثم عين بعدها كاتبا في المحكمة الشرعية لكنه استقال بعد تخرجه من مدرسة الحقوق عام 1921م وانصرف إلى المحاماة وتوكل في دعاوى من كربلاء والنجف وكركوك وبعقوبة وسائر أنحاء العراق وكان يذهب للمرافعة أمام محاكمها.[6]
- فاز بنائب نقيب المحامين 34-1935م [7]،

## عضوياته في المجامع العلمية
- عضو مراسل في مجمع اللغة العربية بدمشق.[5]
- عضو مراسل في مجمع اللغة التركية (ديل فورومي)[5]
- عضو مراسل في الجمعية المصرية للدراسات التاريخية.[5]
- عضو مراسل في المجمع العلمي في القاهرة[6]
- عضو عامل في المجمع العلمي العراقي.[5]
- كان نائب رئيس لجنة التاليف والترجمة والنشر ببغداد، وانتخب رئيسها خلفا للأستاذ طه الراوي بعد وفاته حتى الغائها سنة 1947م.[5]

## آثاره
يعد عباس العزاوي، بمؤلفاته العديدة، الرائد الأول في ميدان البحث في تاريخ العراق الحديث. لقد ترك العزاوي كثيرا من المؤلفات المطبوعة والمخطوطة أهمها ما يلي:
1. موسوعة تاريخ العراق بين احتلالين في ثمانية مجلدات، طبع المجلد الأول سنة 1935 والمجلد الثامن سنة 1956، والذي يعد باكورة مؤلفاته التاريخية ويدور هذا الكتاب حول تاريخ العراق الحديث بين الاحتلال المغولي 1258 والاحتلال البريطاني لبغداد 1917.[8]
2. تاريخ اليزيدية وأصل عقيدتهم.
3. تاريخ عشائر العراق في أربعة مجلدات طبع المجلد الأول سنة 1937 والمجلد الرابع طبع سنة 1956.[8] والذي يعتبر المرجع الأول في تاريخ العشائر العراقية في العصر الحديث.[9]
4. «الكاكائية في التاريخ» 1949.
5. «الموسيقى العراقية في عهد المغول والتركمان» 1951.
6. «تاريخ علم الفلك في العراق وعلاقاته بالأقطار العربية والإسلامية» 1958.
7. «التعريف بالمؤرخين» 1957.
8. «ذكرى أبي الثناء الالوسي» 1958.
9. «تاريخ النقود العراقية» 1958.
10. «تاريخ الضرائب العراقية» 1959.
11. «تاريخ الأدب العربي في العراق» بمجلدين 1960-1961.
12. «النخل في العراق» 1926.
13. «مجموعة عبد الغفار الأخرس» 1949.
14. «منتخب المختار في علماء بغداد» 1938.
15. رحلة المنشي البغدادي إلى العراق. نقلها من الفارسية إلى العربية[10]

ونشر العزاوي كتبا تراثية منها تفضيل الأتراك لابن حسول عام 1941 و«سمط الحقائق في عقائد الإسماعيلية» هذا فضلا عن نشره الكثير من المقالات والدراسات في الصحف والمجلات العراقية والعربية والأجنبية.
وللعزاوي مؤلفات مخطوطة يزيد عددها عن (25) كتابا تدور حول موضوعات تتعلق بالأدب والشعر والعلوم والرياضيات والمدارس والطباعة والعقائد والتصوف والتفسير منها على سبيل المثال «تاريخ التفسير في العراق» و«تاريخ أربيل» و«تاريخ كركوك».

## مكتبته
كان يسافر سنويا إلى تركيا وإيران ولبنان ومصر وسوريا ويجلب معه الكتب والمخطوطات من هذه البلدان، ويشتري المخطوطات بأي ثمن، فجمع مكتبة ضخمة تعد بعشرات الآلاف من الكتب والمخطوطات، وخصص الدور الأسفل من داره على شاطئ نهر دجلة لها ومع ذلك بقيت الكتب تتوارد وتتراكم وتملأ الغرف الأخرى حتى وصلت إلى غرفة النوم فقالت له زوجته (آن لك إن تختار بيني وبين كتبك) وعرضت عليه مبالغ ضخمة لشرائها منه إلا أنه رفض ذلك ولكن بعد وفاته رحمه الله اشترتها مكتبة المتحف العراقي بمبلغ زهيد لم يتجاوز سبعة عشر أو ثمانية عشر ألف دينار ورفض أولاده استلامها (بلغ عدد كتبه ستين ألف كتاب وستة آلاف مخطوطة (وهي أكبر مجموعة مخطوطات منفردة في العالم)، حتى أضحى اسمه يقارن بالأب انستانس الكرملي (ت 1947م) في ملكية المخطوطات.
كان رحمه الله يخاف على مصير مكتبته التي كان يعتبرها حياته الثانية، إذ أوصى بأن تبنى بناية على حسابه الخاص، وتوضع كتبه فيها، وتشرف على إدارتها وشؤونها هيئة أمناء هم كل من: حسين جميل، صادق كمونه، كوركيس عواد، مير بصري، سالم الألوسي، وابنه فاضل (سكرتيرا لهذه الهيئة)،

## عائلته
تزوج سنة 1912م وأنجب ولدين فاضل وخالد وأربع بنات زكية، رسمية، غنية وراجحة، تخرج الذكور من كلية الحقوق وعملت الإناث في التعليم.

## وفاته
توفي في 17 يوليو 1971م الموافق 25 جمادى الأولى 1391هـ ودفن في مقبرة الغزالي. وقد نشرت خبر وفاته وكالة الأنباء العراقية.